# Antonio Citterio
Antonio Citterio (Meda, 1950) is een Italiaans meubelontwerper, industrieel ontwerper en architect die werkt vanuit Milaan.
Citterio studeerde architectuur aan de hogeschool van Milaan en heeft sinds 1972 gewerkt voor veel toonaangevende meubel- en designmerken zoals Ansorg, B&B Italia, Flexform, Flos, Hackman, Iittala, Hansgrohe, Inda, Pozzi e Ginori, Kartell, Arclinea en Vitra. Maxalto, een merk van B&B Italia, bestaat geheel uit meubilair dat door Citterio is ontworpen en gecoördineerd. Hij heeft zich ook beziggehouden met architectonisch werk en interieurontwerp over de gehele wereld, variërend van gehele gebouwen tot winkelinrichting. Hij geeft lezingen, spreekt op conferenties over de gehele wereld en zijn werk wordt veel tentoongesteld en gepubliceerd.
Antonio Citterio heeft veel designprijzen in ontvangst mogen nemen, waaronder de prestigieuze Compasso d’Oro in 1987 en 1995. Enkele van zijn ontwerpen maken deel uit van de permanente collectie van het MoMA en van het Centre Georges Pompidou in Parijs.
- Bibliothèque nationale de France: cb12520820j (data)
- CiNii: DA0770883X
- Gemeinsame Normdatei: 124061389
- International Standard Name Identifier: 0000 0000 7869 6467
- KulturNav: fcc518a6-277c-4bc1-b5a9-ebb72a10c874
- Library of Congress Control Number: no94027767
- Nationale Bibliotheek van Tsjechië: js20080229002
- Nationale Bibliotheek van Israël: 987012330207305171
- Nederlandse Thesaurus van Auteursnamen: 142648612
- Istituto Centrale per il Catalogo Unico: MILV127873
- SNAC: w6r52qj0
- Système universitaire de documentation: 083660305
- Union List of Artist Names: 500056901
- Virtual International Authority File: 96059896
- WorldCat: E39PBJwCX4wrg4yj6FmF9KgBT3